# Rue des Trois-Couronnes-Saint-Marcel
Pour les articles homonymes, voir Rue des Trois-Couronnes.

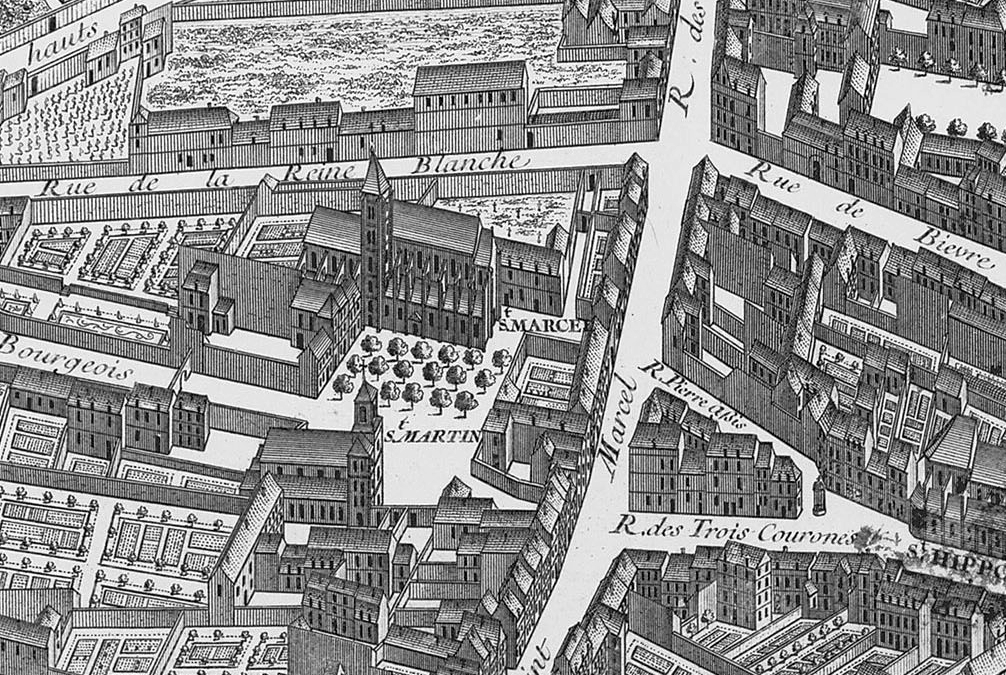
La rue sur un extrait du plan de Turgot.

La rue des Trois-Couronnes-Saint-Marcel est une ancienne voie de l'actuel 13e arrondissement de Paris. Elle est supprimée dans les années 1850-1860 lors du percement du boulevard Arago, du boulevard de Port-Royal et de l'avenue des Gobelins.

## Origine du nom
La rue doit son nom à une enseigne. L'épithète « Saint-Marcel » permettait de désigner le quartier auquel appartient la rue et éviter la confusion avec la rue des Trois-Couronnes-Faubourg-du-Temple (actuelle rue des Trois-Couronnes dans le 11e arrondissement).

## Histoire
Jusqu'au XVIIe siècle, la rue est un segment de la rue Saint-Hippolyte. Longue de 52 m, elle reliait la rue Mouffetard à l'intersection de la rue Saint-Hippolyte et de la rue Pierre-Assis (aujourd'hui disparue) où se trouvait l'ancienne église Saint-Hippolyte,. Avant la Révolution française, la rue se trouvait à cheval sur la paroisse Saint-Hippolyte (parties sud et nord-ouest) et la paroisse Saint-Martin (partie nord).
Dans le cadre des travaux de transformations de Paris sous le Second Empire sont déclarées d'utilité publique la création du boulevard Saint-Marcel et du boulevard de Port-Royal, le 17 octobre 1857, et la création du boulevard Arago et de l'avenue des Gobelins le 3 mai 1858. Le percement de ces axes entraîne la disparition de la rue qui se trouvait à leur intersection.